# Arida mattturneri
Arida mattturneri là một loài thực vật có hoa trong họ Cúc. Loài này được B.L.Turner & G.L.Nesom mô tả khoa học đầu tiên năm 2003.